# Drejče
Drejče je moško osebno ime.

## Izvor imena
Ime Drejče je različica moškega osebnega imena Andrej.

## Pogostost imena
Po podatkih Statističnega urada Republike Slovenije  na dan 31. decembra 2007 v Sloveniji ni bilo moških oseb z imenom Drejče, ali pa je bilo število nosilcev tega imena manjše od 5.

## Osebni praznik
Osebe z imenom Drejče lahko godujejo takrat kot Andreji.